# 赤化統一
赤化統一（せきか/せっかとういつ、적화통일）とは、分断国家において社会主義勢力による国家統一を図ること、特に朝鮮半島において、朝鮮民主主義人民共和国（北朝鮮）が主導して朝鮮の南北統一を果たすことに使われる。

## 概要
建国翌日の1945年9月10日、北朝鮮の最高指導者である金日成首相は「朝鮮民主主義人民共和国政綱」を発表し、その第一項で「国土完整」（南朝鮮の吸収）による朝鮮統一を目指すとした。金日成は「国土完整」案を実現させるため、1950年に祖国解放戦争（朝鮮戦争）を開始するが、目的を達成できないまま、1953年に休戦を受け入れた。
その後も北朝鮮当局は軍事力による「国土完整」路線を維持し、対南工作を継続的に行った。北朝鮮の武力による統一は、北朝鮮が韓国よりも経済力で優位にあった1970年代までは可能性が高かった。1975年に北京を訪問したとき金日成は「戦争で得るものは統一。失うものは軍事境界線」と発言し、この強気の発言が当時の力関係を物語っていた。第二次朝鮮戦争の際には後方撹乱のため北海道への侵攻も計画しており、特殊部隊を育成していた。
しかし、1970年代後半から1980年代にかけて急激な経済成長を続けた韓国が、総合的な国力で北朝鮮を突き放していく。北朝鮮は、工作員によるテロ活動を通じて韓国の経済成長を妨害しようとしたが、1988年にソウルオリンピックが成功裏に開催され、1996年には韓国がOECDに加盟を承認されるなど、政治・経済面での北朝鮮の守勢は誰の目にも明らかであった。また、軍事面においても、韓国側が同盟国のアメリカから定期的に新型兵器を購入しているのに対し、北朝鮮は同盟国ソ連の崩壊や1990年代以降の国内の苦境（苦難の行軍）により兵器の世代更新が限定的になっているとされる。
現在、北朝鮮は一人当たり推定GDPが818ドルなのに対し、韓国は2万7600ドルと約30倍も引き離されている。そのため、北朝鮮はドイツ型の吸収統一（韓国による北朝鮮の吸収）を防ぐのに精一杯で、軍事や経済の優位性を背景にした赤化統一の可能性はもはや無いと思われる。北朝鮮が守勢に回った現代、北朝鮮の南進を想定した徴兵制度によって豊かな韓国に育った青年たちを戦場に引き出す必要があるのかという意見もある。

## 2000年代以降の動向
金大中政権は、北朝鮮との融和によって統一を目指そうとする「太陽政策」を打ち出した。金大中がノーベル平和賞を受賞するきっかけとなった分断後初の南北首脳会談では、日本円にして約400億円もの資金が韓国から北朝鮮に渡り、以後も韓国政府が北朝鮮に何らかの要求がある場合は大抵資金や物資の援助を行うようになった。これは盧武鉉政権後さらに顕著になっており、盧武鉉自身も2006年5月に「北朝鮮に多くの譲歩をしたい」と発言し、これまで以上に北朝鮮への援助を行うことを宣言していた。
盧武鉉退陣後は一時融和路線は後退したが、文在寅政権になって、再び北朝鮮との融和を志向する方向に向かいつつある。
韓国国民の間でも親北感情が若い世代を中心に高まっており、2006年4月に国家報勲処（韓国国務総理室傘下にある愛国心鼓舞を主任務とする政府組織）が韓国の小中学生を対象に世論調査を行い、周辺国の中でも最も親近感のある国の一位が北朝鮮（26.4%）という結果が出ている（米国は二位で17.8%、日本は三位で13.7%）。北朝鮮に親近感を持つ一番の理由は「同じ民族だから」ということで、金大中の訪朝以降顕著になった同胞意識を強調する教育が子供のうちから行われている様子がこの世論調査で鮮明になった。
また、韓国政府とメディアは一体となって北朝鮮に関する情報を規制していたこともあり、金大中・盧武鉉政権下の韓国では北朝鮮に対する正確な情報が得られにくくなっていた。建国以来の金日成・正日親子二代に渡る独裁政権（彼らを崇め奉る若者も韓国内で出現している）や日本で報道される飢えた孤児や極貧の生活を強いられる国民、拉致問題といった劣悪な北朝鮮の人権事情をよく知らない国民も多く、危険視する声が内外から多く挙がっている（韓国政府は拉北者（拉致被害者の韓国での呼称）を「自分の意思で北朝鮮に行った者」として扱い、拉致被害者家族を「北のスパイ」扱いしていた時期もあった）。このような世論は李明博政権になっても変化していない。
また、仮にそのまま南北統一しても、旧東ドイツのように北朝鮮側が韓国側の自由な資本主義体制に付いていけない上、北朝鮮と韓国の間には1:12もの経済格差が広がっていることに加え（東西ドイツですら1:3の経済格差であった）、統一費用は韓国のGDPの5～6倍と言われる2～3兆ドルと見積もられており、半島全体の経済が破綻するのではと危惧する声が挙がっている。
2024年1月15日の最高人民会議で金正恩は「北朝鮮の憲法にある「北半部」「自主、平和統一、民族大団結」といった南北統一を前提とした記述を削除し、今後、朝鮮半島で戦争が起こった際には、「不変の主敵」である「大韓民国」を完全に占領・平定・収復するとした、「領土完整」という赤化統一路線を憲法に規定するとの認識を明確に示した。また、金正恩は「三千里の錦繍江山」「8千万同胞」のような「北と南を同族にまどわす残滓的な単語を使用しない」とし、「大韓民国を徹頭徹尾、第1の敵対国、不変の主敵と確固と見なすように教育を強化するということを当該の条文に明記するのが正しい」と強調した。そして、祖国平和統一委員会、民族経済協力局、金剛山国際観光局など「対南機関」の廃止を決めた。更には、今回の最高人民会議で憲法からの削除を指示した「平和・統一・民族大団結」という祖国統一3大原則、全民族大団結10大綱領、高麗民主連邦制統一案など金日成の「業績」を宣伝するシンボルである「祖国統一3大憲章記念塔」の撤去も指示した。金委員長は、開城から新義州まで続く京義線の北側区間（平義線の最南部）を回復不可なレベルにまで物理的に完全に破壊するなど、韓国との境界地域（軍事境界線）の全ての連携を徹底的分離させることも表明した。